# Apol·loni de Mindos
Apol·loni de Mindos (en grec antic Απολλώνιος, Apollṓnios) (segle iii aC) va ser un dels primers astròlegs grecs de l'època hel·lenística, nascut a Mindos.
És citat per Sèneca a la seva obra Qüestions Naturals, on diu que Apol·loni i Epígenes de Bizanci havien après la seva ciència dels savis de Caldea. Les seves teories sobre els cometes deriven possiblement de fonts orientals. Sèneca diu que, segons Apol·loni, el cometa no es forma per la reunió de molts planetes, sinó que molts cometes formen planetes. Els cometes són astres propis i diferenciats, com el sol o la lluna. El fet que Sèneca hagi conservat les opinions d'Apol·loni fa creure que aquest va tenir una gran importància per l'astronomia a l'antiguitat. En un altre passatge, Sèneca diu que Apol·loni era un expert (peritus) en l'elaboració d'horòscops. Els seus llibres, avui perduts, van exercir una considerable influència sobre molts autors grecs i romans.